# Rhodophthitus unca
Rhodophthitus unca är en fjärilsart som beskrevs av Le Cerf 1922. Rhodophthitus unca ingår i släktet Rhodophthitus och familjen mätare. Inga underarter finns listade.